# قارچ‌های پیاله‌ای
قارچ‌های پیاله‌ای (نام علمی: Cantharellaceae) نام یک تیره از راسته قارچ‌های کانثارلال است.